# Innerspeaker
Innerspeaker  es el álbum debut de la banda australiana de rock Tame Impala, publicado bajo el sello Modular Recordings el 21 de mayo de 2010 en Australia. Gran parte de las grabaciones fueron hechas por Kevin Parker.
El álbum fue reconocido como uno de Los 100 Mejores Álbumes de la Década Hasta Ahora para Pitchfork Media en agosto de 2014.

## Lista de temas
Todas las canciones escritas y compuestas por Kevin Parker, excepto el final de The Bold Arrow of Time escrito por Jay Watson y Kevin Parker. 
| Innerspeaker |                                    |          |  |
| N.º          | Título                             | Duración |  |
| 1.           | «It's Not Meant to Be»             | 5:22     |  |
| 2.           | «Desire Be, Desire Go»             | 4:26     |  |
| 3.           | «Alter Ego»                        | 4:47     |  |
| 4.           | «Lucidity»                         | 4:31     |  |
| 5.           | «Why Won't You Make Up Your Mind?» | 3:19     |  |
| 6.           | «Solitude Is Bliss»                | 3:55     |  |
| 7.           | «Jeremy's Storm»                   | 5:28     |  |
| 8.           | «Expectation»                      | 6:02     |  |
| 9.           | «The Bold Arrow of Time»           | 4:24     |  |
| 10.          | «Runaway, Houses, City, Clouds»    | 7:15     |  |
| 11.          | «I Don't Really Mind»              | 3:46     |  |

## Equipo
- Kevin Parker – Voz e instrumentación en todos las canciones, excepto en:
- Dominic Simper – Bajo en The Bold Arrow of Time e Island Walking, guitarra adicional en Runaway, Houses, City, Clouds, y efectos de sonido en Jeremy's Storm.
- Jay Watson – Batería en Solitude Is Bliss, The Bold Arrow of Time e Island Walking, guitarra en el final de The Bold Arrow of Time.
- Tansie Bennetts – Aplausos en Lucidity.